# Bukoveț, Verhovîna
Bukoveț (în ucraineană Буковець) este localitatea de reședință a comunei Bukoveț din raionul Verhovîna, regiunea Ivano-Frankivsk, Ucraina.

## Demografie
Componența lingvistică a localității Bukoveț
     Ucraineană (99,8%)
     Alte limbi (0,2%)
Conform recensământului din 2001, majoritatea populației localității Bukoveț era vorbitoare de ucraineană (99,8%), existând în minoritate și vorbitori de alte limbi.